# 阿薩奧利
阿薩奧利（Ismail Azzaoui，1998年1月6日—）是比利時的職業足球運動員，司職前鋒，現效力於荷甲球隊荷華高斯。